# Roland Peqini
Roland Peqini (Elbasan, 25 novembre 1990) è un ex calciatore albanese, di ruolo difensore.

## Carriera

### Club
Ha fatto il suo debutto nella Kategoria Superiore il 31 ottobre 2009 nella gara interna contro il Gramozi vinta 4-0, sostituendo nell'intervallo l'argentino Alfredo Rafael Sosa.

### Nazionale
Nel 2010 ha preso parte ad una partita della nazionale albanese Under-21 valevole per le qualificazione all'Europeo di categoria. Nel 2011 gioca altre 4 partite di qualificazione.

## Statistiche

### Presenze e reti nei club
Statistiche aggiornate al 23 dicembre 2015.
| Stagione             | Squadra              | Campionato           | Campionato | Campionato | Coppe nazionali | Coppe nazionali | Coppe nazionali | Coppe continentali | Coppe continentali | Coppe continentali | Altre coppe | Altre coppe | Altre coppe | Totale | Totale |
| Stagione             | Squadra              | Comp                 | Pres       | Reti       | Comp            | Pres            | Reti            | Comp               | Pres               | Reti               | Comp        | Pres        | Reti        | Pres   | Reti   |
| -------------------- | -------------------- | -------------------- | ---------- | ---------- | --------------- | --------------- | --------------- | ------------------ | ------------------ | ------------------ | ----------- | ----------- | ----------- | ------ | ------ |
| 2007-2008            | Dinamo Tirana        | KS                   | 1          | 0          | CA              | 0               | 0               | -                  | -                  | -                  | -           | -           | -           | 1      | 0      |
| 2008-gen. 2009       | Dinamo Tirana        | KS                   | 2          | 0          | CA              | 0               | 0               | UCL                | 0                  | 0                  | SA          | 1           | 0           | 3      | 0      |
| gen.-giu. 2009       | Apolonia Fier        | KS                   | 10         | 0          | CA              | 0               | 0               | -                  | -                  | -                  | -           | -           | -           | 10     | 0      |
| 2009-2010            | Dinamo Tirana        | KS                   | 14         | 0          | CA              | 3               | 0               | UEL                | 0                  | 0                  | -           | -           | -           | 17     | 0      |
| 2010-2011            | Dinamo Tirana        | KS                   | 12+1       | 0          | CA              | 5               | 0               | UCL                | 1                  | 0                  | SA          | 1           | 0           | 20     | 0      |
| 2011-2012            | Dinamo Tirana        | KS                   | 19         | 0          | CA              | 3               | 0               | -                  | -                  | -                  | -           | -           | -           | 22     | 0      |
| 2012-2013            | Kukësi               | KS                   | 24         | 0          | CA              | 10              | 1               | -                  | -                  | -                  | -           | -           | -           | 34     | 1      |
| lug.-ago. 2013       | Kukësi               | KS                   | 0          | 0          | CA              | 0               | 0               | UEL                | 7                  | 0                  | -           | -           | -           | 7      | 0      |
| 2013-2014            | KF Tirana            | KS                   | 2          | 0          | CA              | 0               | 0               | -                  | -                  | -                  | -           | -           | -           | 2      | 0      |
| 2014-2015            | Kukësi               | KS                   | 7          | 0          | CA              | 4               | 0               | UEL                | 0                  | 0                  | -           | -           | -           | 11     | 0      |
| Totale Kukësi        | Totale Kukësi        | Totale Kukësi        | 31         | 0          |                 | 14              | 1               |                    | 7                  | 0                  |             | -           | -           | 52     | 1      |
| 2015-gen. 2016       | Tërbuni Pukë         | KS                   | 16         | 0          | CA              | 2               | 0               | -                  | -                  | -                  | -           | -           | -           | 18     | 0      |
| gen.-giu. 2016       | Dinamo Tirana        | KP                   | 0          | 0          | CA              | 0               | 0               | -                  | -                  | -                  | -           | -           | -           | 0      | 0      |
| Totale Dinamo Tirana | Totale Dinamo Tirana | Totale Dinamo Tirana | 48+1       | 0          |                 | 11              | 0               |                    | 1                  | 0                  |             | 2           | 0           | 63     | 0      |
| Totale carriera      | Totale carriera      | Totale carriera      | 107+1      | 0          |                 | 27              | 1               |                    | 8                  | 0                  |             | 2           | 0           | 145    | 1      |

## Palmarès

### Club

#### Competizioni nazionali
- Campionato albanese: 2

Dinamo Tirana: 2007-2008, 2009-2010
- Supercoppa d'Albania: 1

Dinamo Tirana: 2008